# Аморбах
Аморбах (нем. Amorbach) — город и городская община в Германии, в земле Бавария.
Подчинён административному округу Нижняя Франкония. Входит в состав района Мильтенберг. Население составляет 3904 человека (на 31 декабря 2010 года). Занимает площадь 50,92 км². Официальный код — 09 6 76 112.
Городская община подразделяется на 5 городских районов.

## Население
По оценке на 31 декабря 2015 года население общины Аморбах составляет 3984 чел. 

| Дата      | 1840 | 1871 | 1900 | 1925 | 1939 | 1950 | 1961 | 1970 | 1987 | 2011 |
| --------- | ---- | ---- | ---- | ---- | ---- | ---- | ---- | ---- | ---- | ---- |
| Население | 3614 | 3003 | 2723 | 2974 | 2884 | 4640 | 4443 | 4481 | 4273 | 3988 |

| Год       | 1960 | 1970 | 1980 | 1990 | 2000 | 2009 | 2010 | 2011 | 2012 | 2013 | 2014 | 2015 |
| --------- | ---- | ---- | ---- | ---- | ---- | ---- | ---- | ---- | ---- | ---- | ---- | ---- |
| Население | 4380 | 4466 | 4365 | 4317 | 4231 | 3956 | 3904 | 4011 | 3975 | 4004 | 3966 | 3984 |

## Достопримечательности
- Старый город с многочисленными фахверковыми домами
- Здания бывшего аббатства Аморбах, с 1803 г. принадлежащие роду фон Лейнинген

## Галерея

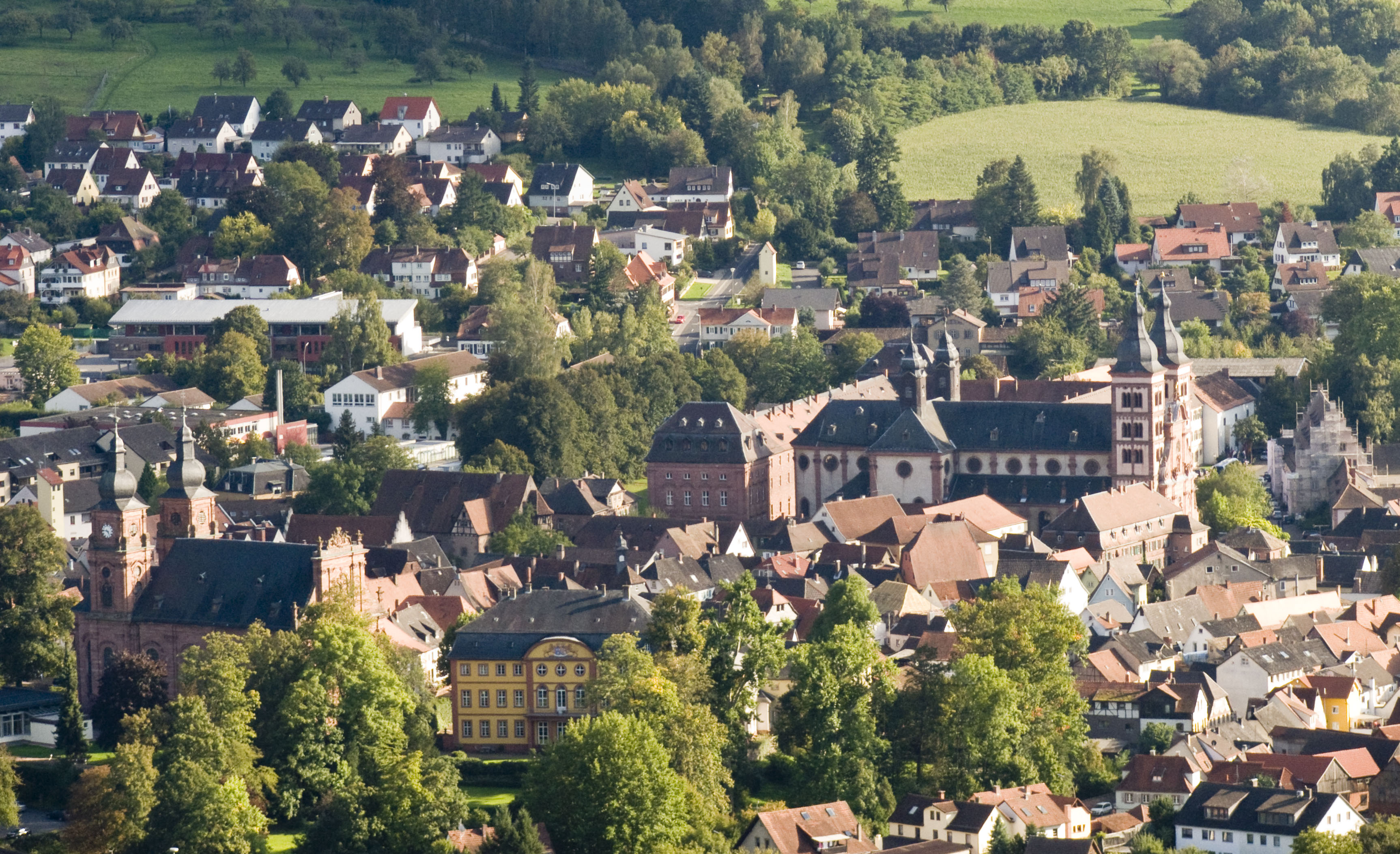
Общий вид центра города с бывшей монастырской церковью и дворцом Лейнингенов
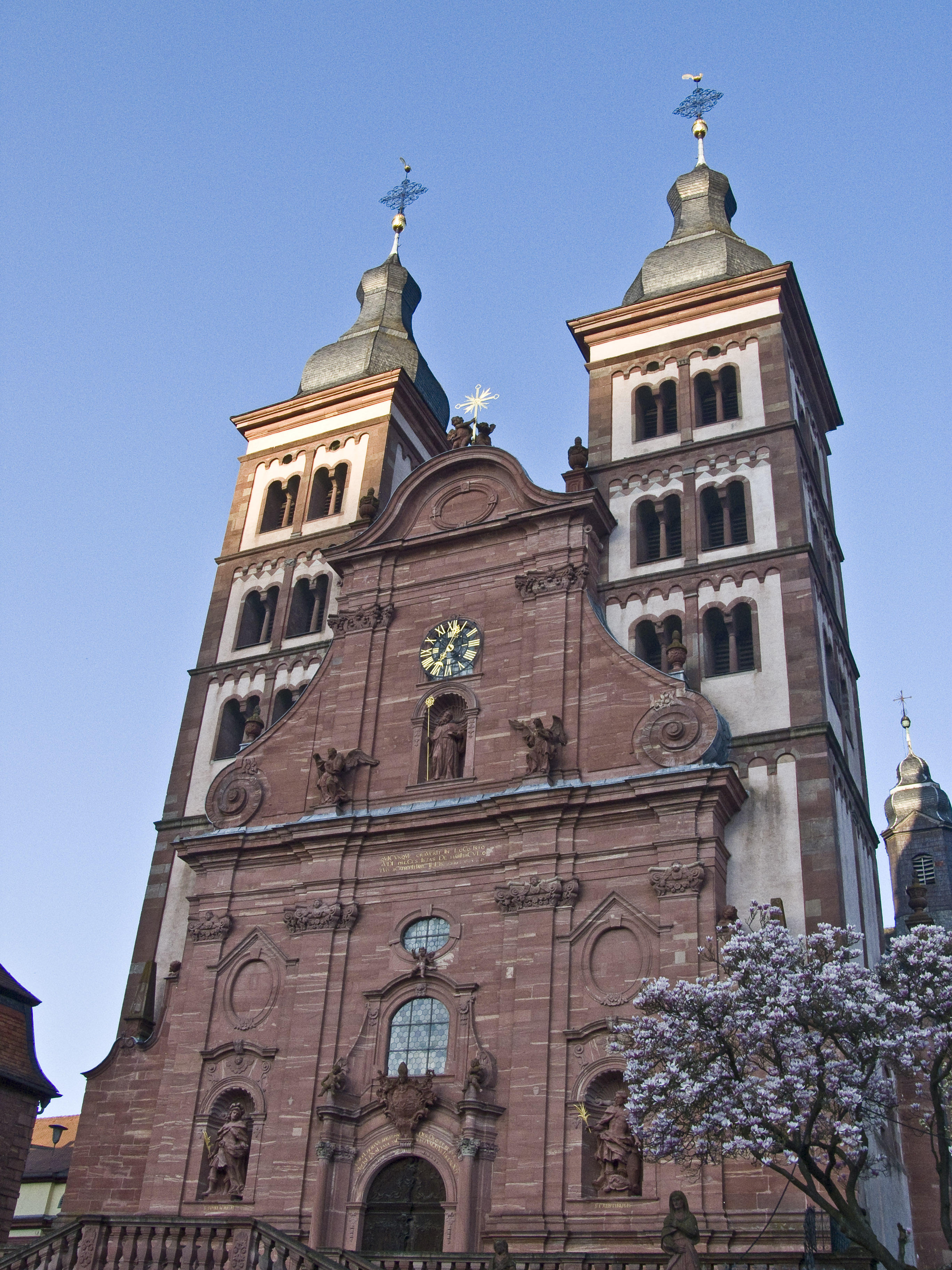
Фасад бывшей монастырской церкви
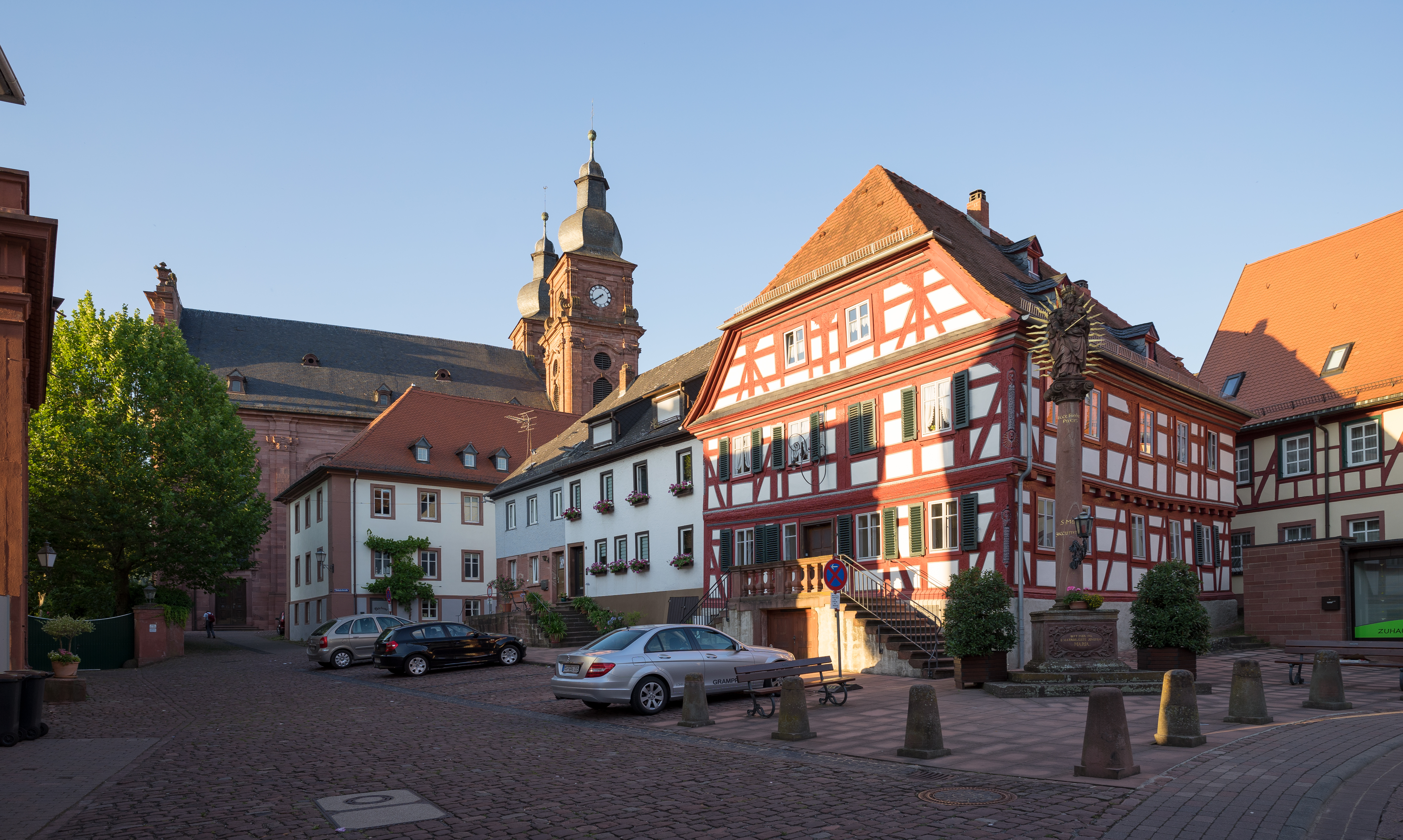
Рыночная площадь
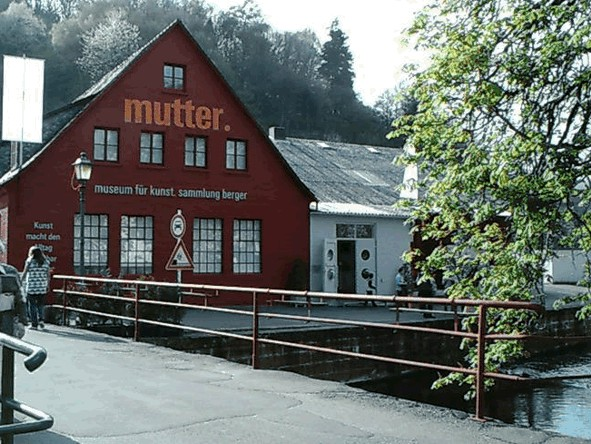
Музей чайных чашек